# Pietilänjärvi
Pietilänjärvi är en sjö i Övertorneå kommun i Norrbotten och ingår i Torneälvens huvudavrinningsområde. Sjön har en area på 0,102 kvadratkilometer och ligger 149,2 meter över havet.

## Delavrinningsområde
Pietilänjärvi ingår i det delavrinningsområde (740273-183713) som SMHI kallar för Inloppet i Kannusjärvi. Medelhöjden är 196 meter över havet och ytan är 4,12 kvadratkilometer. Räknas de 2 avrinningsområdena uppströms in blir den ackumulerade arean 14,04 kvadratkilometer. Kannusjoki som avvattnar avrinningsområdet har biflödesordning 3, vilket innebär att vattnet flödar genom totalt 3 vattendrag innan det når havet efter 106 kilometer. Avrinningsområdet består mestadels av skog (76 procent). Avrinningsområdet har 0,25 kvadratkilometer vattenytor vilket ger det en sjöprocent på 6,1 procent.